# Euxoa xyliniformis
Euxoa xyliniformis är en fjärilsart som beskrevs av Smith 1890. Euxoa xyliniformis ingår i släktet Euxoa och familjen nattflyn. Inga underarter finns listade i Catalogue of Life.